# Ginástica nos Jogos do Mediterrâneo
A ginástica é um dos esportes da competição quadrienal dos Jogos do Mediterrâneo. É uma modalidade desportiva no programa dos Jogos do Mediterrâneo desde a sua criação em 1951. Disputam-se duas modalidades: Ginástica Artística Masculina e Feminina (desde 1951) e Ginástica Rítmica (desde 2005), exclusivamente feminina.

## Edições (Artística)
| Jogos | Ano  | Anfitrião             | Primeiro no quadro de medalhas | Segundo no quadro de medalhas | Terceiro no quadro de medalhas |
| ----- | ---- | --------------------- | ------------------------------ | ----------------------------- | ------------------------------ |
| I     | 1951 | Alexandria            | FRA França                     | ITA Itália                    | Egito                          |
| II    | 1955 | Barcelona             | Espanha                        | FRA França                    | ITA Itália                     |
| III   | 1959 | Beirute               | UAR República Árabe Unida      | FRA França                    | Espanha                        |
| IV    | 1963 | Nápoles               | ITA Itália                     | YUG Iugoslávia                | Egito                          |
| V     | 1967 | Tunes                 | ITA Itália                     | YUG Iugoslávia                | Espanha                        |
| VI    | 1971 | İzmir                 | ITA Itália                     | YUG Iugoslávia                | Espanha                        |
| VII   | 1975 | Algiers               | FRA França                     | ITA Itália                    | Espanha                        |
| VIII  | 1979 | Split                 | FRA França                     | ITA Itália                    | Espanha                        |
| IX    | 1983 | Casablanca            | FRA França                     | ESP Espanha                   | ITA Itália                     |
| X     | 1987 | Latakia               | ITA Itália                     | ESP Espanha                   | SYR Síria                      |
| XI    | 1991 | Atenas                | ITA Itália                     | ESP Espanha                   | FRA França                     |
| XII   | 1993 | Languedoque-Rossilhão | FRA França                     | ITA Itália                    | ESP Espanha                    |
| XIII  | 1997 | Bari                  | FRA França                     | ESP Espanha                   | ITA Itália                     |
| XIV   | 2001 | Tunes                 | ESP Espanha                    | FRA França                    | GRE Grécia                     |
| XV    | 2005 | Almería               | ESP Espanha                    | Italy                         | TUN Tunísia                    |
| XVI   | 2009 | Pescara               | FRA França                     | ITA Itália                    | GRE Grécia                     |
| XVII  | 2013 | Mersin                | ITA Itália                     | ESP Espanha                   | GRE Grécia                     |
| XVIII | 2018 | Tarragona             | FRA França                     | ITA Itália                    | TUR Turquia                    |
| XIX   | 2022 | Orão                  | TUR Turquia                    | ITA Itália                    | CRO Croácia                    |

## Edições (Rítmica)
| Jogos | Ano  | Anfitrião | Primeiro no quadro de medalhas | Segundo no quadro de medalhas | Terceiro no quadro de medalhas |
| ----- | ---- | --------- | ------------------------------ | ----------------------------- | ------------------------------ |
| XVI   | 2009 | Pescara   | ITA Itália                     | FRA França                    | ESP Espanha                    |
| XVII  | 2013 | Mersin    | ESP Espanha                    | GRE Grécia                    | FRA França                     |
| XVIII | 2018 | Tarragona | ITA Itália                     | GRE Grécia                    | —                              |
| XIX   | 2022 | Orão      | Não faz parte do programa      | Não faz parte do programa     | Não faz parte do programa      |

## Quadro de medalhas geral
| Pos.                | País                        | Ouro | Prata | Bronze | Total |
| ------------------- | --------------------------- | ---- | ----- | ------ | ----- |
| 1                   | Itália (ITA)                | 80   | 78    | 66     | 224   |
| 2                   | Espanha (ESP)               | 62   | 38    | 50     | 150   |
| 3                   | França (FRA)                | 58   | 72    | 59     | 189   |
| 4                   | Iugoslávia (YUG)            | 13   | 22    | 12     | 47    |
| 5                   | Turquia (TUR)               | 9    | 12    | 6      | 27    |
| 6                   | Grécia (GRE)                | 8    | 10    | 15     | 33    |
| 7                   | Egito (EGY)                 | 5    | 5     | 13     | 23    |
| 8                   | República Árabe Unida (UAR) | 5    | 4     | 5      | 14    |
| 9                   | Chipre (CYP)                | 3    | 3     | 2      | 8     |
| 10                  | Eslovênia (SLO)             | 2    | 3     | 6      | 11    |
| 11                  | Tunísia (TUN)               | 2    | 1     | 3      | 6     |
| 12                  | Croácia (CRO)               | 1    | 6     | 0      | 7     |
| 13                  | Argélia (ALG)               | 1    | 2     | 0      | 3     |
| 14                  | Marrocos (MAR)              | 1    | 1     | 0      | 2     |
| 15                  | Síria (SYR)                 | 1    | 0     | 0      | 1     |
| 16                  | Portugal (POR)              | 0    | 0     | 1      | 1     |
| Total (16 entradas) | Total (16 entradas)         | 251  | 257   | 238    | 746   |

## Melhores resultados por evento e nação
| Evento              | Evento           | ALG | CRO | CYP | EGY | ESP | FRA | GRE | ITA | MAR | POR | SLO | SYR | TUN | TUR | UAR | YUG |
| ------------------- | ---------------- | --- | --- | --- | --- | --- | --- | --- | --- | --- | --- | --- | --- | --- | --- | --- | --- |
| M A G               |                  |     |     |     |     |     |     |     |     |     |     |     |     |     |     |     |     |
| Equipes             |                  |     |     | 3   | 1   | 1   |     | 1   |     |     | 3   |     |     | 1   | 1   | 1   |     |
| Individual Geral    |                  |     | 1   | 3   | 1   | 1   |     | 1   |     |     |     |     |     | 1   | 2   | 1   |     |
| Solo                |                  | 2   |     | 3   | 1   | 1   | 1   | 1   |     |     | 3   | 1   | 2   | 2   | 1   | 2   |     |
| Cavalo com Alças    | 1                | 1   | 3   | 3   | 1   | 1   | 3   | 1   | 2   |     | 1   |     |     | 3   |     | 1   |     |
| Argolas             |                  | 2   | 2   | 1   | 1   | 1   | 1   | 1   |     |     |     |     |     | 1   | 1   | 1   |     |
| Salto               |                  |     |     | 1   | 1   | 1   | 3   | 1   | 1   |     |     |     | 1   | 1   | 1   | 2   |     |
| Barras Paralelas    |                  |     | 3   | 2   | 1   | 1   | 1   | 1   |     |     | 1   |     |     | 1   | 1   | 1   |     |
| Barra Fixa          |                  | 2   | 1   | 2   | 1   | 1   | 1   | 1   |     |     | 2   |     |     | 1   | 1   | 1   |     |
| W A G               |                  |     |     |     |     |     |     |     |     |     |     |     |     |     |     |     |     |
| Equipes             |                  |     |     |     | 1   | 1   | 3   | 1   |     |     |     |     |     |     |     | 2   |     |
| Individual Geral    |                  |     |     |     | 1   | 1   | 3   | 1   |     |     |     |     |     |     |     | 2   |     |
| Salto               |                  |     |     | 1   | 1   | 1   | 3   | 1   |     |     | 2   |     | 1   | 2   |     | 2   |     |
| Barras Assimétricas |                  |     |     |     | 1   | 1   |     | 1   |     | 3   | 3   |     |     |     |     | 2   |     |
| Trave               |                  |     |     |     | 1   | 1   | 1   | 1   |     |     |     |     |     |     |     | 1   |     |
| Solo                |                  |     |     |     | 1   | 1   | 2   | 1   |     |     |     |     |     | 2   |     | 2   |     |
| R G                 | Individual Geral |     |     |     |     | 1   | 2   | 2   | 1   |     |     |     |     |     |     |     |     |